# TER Occitanie
A TER Occitanie vagy liO Train a dél-franciaországi Okcitánia régiót kiszolgáló regionális vasúthálózat. A francia nemzeti vasúttársaság, az SNCF üzemelteti. 2017-ben alakult a korábbi TER hálózatokból, a TER Languedoc-Roussillonból és a TER Midi-Pyrénées-ből, miután az érintett régiókat összevonták.
A hálózaton naponta a 30 vonalon kb. 63 000 utas utazik.

## TER hálózat

### Vasút
| Vonal                                   | Útvonal |
| --------------------------------------- | --- |
| 2 (1)                                   | Toulouse-Matabiau – Montrabé† – Gragnague† – Montastruc-la-Conseillère† – Roqueserière-Buzet† – Saint-Sulpice – Rabastens-Couffouleux† – Lisle-sur-Tarn – Gaillac – Tessonnières† – Marssac-sur-Tarn† – Albi-Ville – Albi-Madeleine – Carmaux – Tanus† – Naucelle – Baraqueville – Luc-Primaube – Rodez                                                                                              |
| 3                                       | Toulouse-Matabiau – Saint-Sulpice – Lisle-sur-Tarn – Gaillac – Cordes-Vindrac – Lexos – Laguépie – Najac – Villefranche-de-Rouergue – Salles-Courbatiès – Capdenac – Figeac – Bagnac – Maurs – Boisset† – Le Rouget – Pers† – Lacapelle-Viescamp† – Ytrac† – Aurillac |
| 6                                       | Narbonne – Béziers – gare de Agde – Sète – gare de Frontignan† – Montpellier-Saint-Roch – Lunel† – Nîmes – gare de Tarascon – Arles – gare de Saint-Martin-de-Crau – Miramas – Vitrolles-Aéroport-Marseille-Provence – Marseille-Saint-Charles |
| 7                                       | Brive-la-Gaillarde – Turenne† – Les Quatre-Routes† – Saint-Denis-près-Martel – Rocamadour-Padirac – Gramat – Assier – Figeac – Capdenac – Viviez-Decazeville – Aubin – Cransac – Saint-Christophe – Rodez |
| 9                                       | Toulouse-Matabiau – Montrabé – Montastruc-la-Conseillère – Saint-Sulpice – Les Cauquillous – Lavaur – Damiatte-Saint-Paul – Vielmur-sur-Agout – Castres – Labruguière – Mazamet |
| 10                                      | Narbonne – Lézignan-Corbières – Carcassonne – Bram – Castelnaudary – Avignonet† – Villefranche-de-Lauragais – Villenouvelle† – Baziège – Montlaur† – Escalquens† – Labège-Village† – Labège-Innopole – Montaudran† – Toulouse-Matabiau |
| 11                                      | Toulouse-Matabiau – Toulouse-Saint-Agne – Portet-Saint-Simon – Pins-Justaret† – Venerque-le-Vernet† – Auterive – Cintegabelle – Saverdun – Le Vernet-d'Ariège – Pamiers – Varilhes – Saint-Jean-de-Verges† – Foix – Tarascon-sur-Ariège – Les Cabannes – Luzenac-Garanou – Ax-les-Thermes – Mérens-les-Vals – Andorre-L'Hospitalet – Porté-Puymorens – Latour-de-Carol-Enveitg                       |
| 15 (12)                                 | Toulouse-Matabiau – Toulouse-Saint-Agne – Portet-Saint-Simon† – Muret – Le Fauga† – Longages-Noé† – Carbonne† – Cazères† – Martres-Tolosane† – Boussens – Saint-Martory† – Saint-Gaudens – Montréjeau-Gourdan-Polignan – Lannemezan – Capvern† – Tournay – Tarbes – Lourdes – Coarraze-Nay – Pau |
| 16                                      | Toulouse-Matabiau – Toulouse-Saint-Agne – Gallieni-Cancéropôle† – Toulouse-Saint-Cyprien-Arènes – Le TOEC† – Lardenne† – Saint-Martin-du-Touch† – Les Ramassiers† – Colomiers – Colomiers-Lycée International – Pibrac – Brax-Léguevin – Mérenvielle† – L'Isle-Jourdain – Gimont-Cahuzac – Aubiet – Auch                                                                                             |
| 18                                      | Agen – Lamagistère – Valence-d'Agen – Moissac – Castelsarrasin – La Ville-Dieu – Montauban-Ville-Bourbon – Castelnau-d'Estrétefonds – Toulouse-Matabiau |
| 19 (17)                                 | Brive-la-Gaillarde – Gignac-Cressensac† – Souillac – Gourdon – gare de Dégagnac† – Cahors – Lalbenque-Fontanes† – Caussade – Albias† – Montauban-Ville-Bourbon – Montbartier† – Dieupentale† – Grisolles† – Castelnau-d'Estrétefonds – Saint-Jory† – Lacourtensourt† – Toulouse-Matabiau |
| 21                                      | Narbonne - Coursan - Béziers - Vias - Agde - Marseillan-Plage - Sète - Frontignan - Vic-Mireval - Villeneuve-lès-Maguelone - Montpellier-Saint-Roch - Saint-Aunès - Baillargues - Valergues-Lansargues - Lunel-Viel - Lunel – Gallargues – Vergèze-Codognan – Uchaud – Milhaud – Saint-Césaire – Nîmes-Centre – Nîmes-Pont-du-Gard – Beaucaire – Tarascon – Avignon-Centre                           |
| 22                                      | Portbou – Cerbère – Perpignan – Narbonne – Béziers – Agde – Sète – Frontignan – Montpellier-Saint-Roch – Lunel – Nîmes – Nîmes-Pont-du-Gard – Tarascon – Avignon-Centre |
| 23                                      | Portbou – Cerbère ... Perpignan ... Narbonne |
| 24                                      | Villefranche–Vernet-les-Bains ... Perpignan |
| 25                                      | Portbou – Cerbère ... Perpignan ... Narbonne ... Toulouse-Matabiau |
| 26                                      | Nîmes – Saint-Césaire – Générac – Beauvoisin – Vauvert – Le Cailar – Aimargues – Saint-Laurent-d'Aigouze – Aigues-Mortes – Le Grau-du-Roi |
| 27                                      | Clermont-Ferrand ... gare de Brioude ... Langeac ... La Bastide–Saint-Laurent-les-Bains ... Génolhac ... Alès ... Nîmes branch line: Mende ... La Bastide–Saint-Laurent-les-Bains |
| 28                                      | Béziers ... Bédarieux ... Millau ... Sévérac-le-Château ... Marvejols ... Saint-Chély-d'Apcher |
| 29                                      | Carcassonne – Couffoulens-Leuc – Verzeille – Pomas – Limoux-Flassian – Limoux |
| 32                                      | Latour-de-Carol-Enveitg – Enveitg-Village-Béna-Fanès – Ur-Les Escaldes – Bourg-Madame – Osséja – Sainte-Léocadie – Err – Saillagouse – Estavar – Font-Romeu-Odeillo-Via – Bolquère-Eyne – Mont-Louis-La Cabanasse – Planès – Sauto – Fontpédrouse-Saint-Thomas-les-Bains – Thuès-Carança – Thuès-les-Bains – Nyer – Olette-Canaveilles-les-Bains – Joncet – Serdinya – Villefranche–Vernet-les-Bains |
| † Nem minden vonat áll meg az állomáson | |

### Busz
- 8: Rodez – Laissac – Sévérac-le-Château – Millau
- 13: Longages-Noé – Saint-Sulpice-sur-Lèze
- 14: Montréjeau-Gourdan-Polignan – Luchon